# Russische Meisterschaften im Skispringen 2015
Die russischen Meisterschaften im Skispringen 2015 fanden vom 25. März bis zum 1. April in Tschaikowski auf der Schanzenanlage Sneschinka statt. Die Männer trugen zwei Einzelspringen sowie ein Teamspringen aus, wohingegen bei den Frauen lediglich eine Meisterin von der Normalschanze gekürt wurde. Darüber hinaus wurde ein Mixed-Team-Wettkampf abgehalten. Veranstalter war der russische Skiverband für Skispringen und die Nordische Kombination. Bei den Frauen gewann die 16-jährige Sofija Tichonowa ihren ersten Meistertitel, wohingegen bei den Männern die bereits mehrfachen Meister Denis Kornilow und Dmitri Wassiljew gewannen. Gleichwohl war es für Kornilow der erste Sieg von der Normalschanze im Winter. Im Mixed-Team gewann das Team aus Sankt Petersburg, aus dem Teamspringen der Männer ging die Oblast Nischni Nowgorod siegreich hervor. Erfolgreichstes Föderationssubjekt war die Oblast Nischni Nowgorod mit vier Medaillen, darunter zwei Meistertiteln. Im Rahmen der russischen Meisterschaften gab der Nordische Kombinierer Jewgeni Klimow seinen endgültigen Wechsel zum Spezialspringen ab der kommenden Saison bekannt.
Die Meisterschaften fanden zum Ende der Saison 2014/15 statt. Bei den Herren erzielten sechs Athleten Weltcup-Punkte, bester Athlet war Dmitri Wassiljew auf Rang 34 im Gesamtweltcup. In der Nationenwertung wurde Russland mit 487 Punkten Zehnter. Bei den Frauen kamen mit Irina Awwakumowa (11.) als beste Russin vier Athletinnen in die Gesamtweltcupwertung. In der Nationenwertung wurden sie Siebte. Cheftrainer der Russen war Matjaž Zupan.

## Austragungsort
| \| Tschaikowski \| |
| Tschaikowski       |

| Tschaikowski |

## Ergebnisse

### Frauen
| Platz | Name                    | Föderationssubjekt      | Weite 1 | Weite 2 | Punkte |
| ----- | ----------------------- | ----------------------- | ------- | ------- | ------ |
| 01.   | Sofija Tichonowa        | Sankt Petersburg        | 100,5   | 094,0   | 236,5  |
| 02.   | Irina Awwakumowa        | Moskau                  | 096,5   | 095,5   | 231,5  |
| 03.   | Anastassija Gladyschewa | Region Perm             | 083,0   | 094,5   | 195,5  |
| 04.   | Marija Jakowlewa        | Sankt Petersburg        | 081,0   | 084,0   | 168,0  |
| 05.   | Alexandra Kustowa       | Oblast Moskau           | 081,5   | 080,0   | 161,5  |
| 06.   | Darja Gruschina         | Sankt Petersburg        | 077,0   | 082,5   | 156,0  |
| 07.   | Marija Sotowa           | Oblast Nischni Nowgorod | 079,0   | 078,5   | 151,0  |
| 08.   | Glafira Noskowa         | Region Perm             | 078,0   | 078,5   | 150,0  |
| 09.   | Xenija Kablukowa        | Region Perm             | 076,0   | 080,0   | 148,0  |
| 10.   | Natalja Solowjowa       | Oblast Nischni Nowgorod | 077,0   | 076,0   | 139,0  |

Datum: 27. März 2015
Schanze: Normalschanze K-95
Russische Meisterin 2014:  Irina Awwakumowa
Teilnehmerinnen / Föderationssubjekte: 21 / 7
Die russischen Meisterschaften wurden mit dem Einzelspringen der Frauen eröffnet. Nachdem Irina Awwakumowa viermal in Folge den Meistertitel gewinnen konnte, verwies die 16 Jahre alte Sofija Tichonowa sie in diesem Jahr auf den zweiten Rang. Tichonowa sprang im ersten Durchgang auf 100,5 Meter und lag bereits mit acht Punkten in Führung. Zwar zeigte Awwakumowa die beste Leistung im Finaldurchgang, doch reichte der Vorsprung Tichonowas aus. Damit wurde sie die erste Meisterin aus Sankt Petersburg. Mit einem großen Rückstand auf Tichonowa und Awwakumowa folgte Anastassija Gladyschewa, die 2009 die historisch erste Meisterin wurde, auf dem dritten Rang.

### Männer

#### Normalschanze
| Platz | Name                  | Föderationssubjekt      | Weite 1 | Weite 2 | Punkte |
| ----- | --------------------- | ----------------------- | ------- | ------- | ------ |
| 01.   | Denis Kornilow        | Oblast Nischni Nowgorod | 105,5   | 096,0   | 254,0  |
| 02.   | Dmitri Wassiljew      | Oblast Moskau           | 099,0   | 102,5   | 249,5  |
| 03.   | Alexander Baschenow   | Oblast Sachalin         | 101,0   | 098,5   | 247,0  |
| 04.   | Michail Maximotschkin | Oblast Nischni Nowgorod | 102,0   | 096,5   | 245,5  |
| 05.   | Anton Kalinitschenko  | Oblast Kemerowo         | 098,0   | 099,5   | 243,0  |
| 06.   | Roman Trofimow        | Oblast Nischni Nowgorod | 106,0   | 089,0   | 238,5  |
| 07.   | Jegor Ussatschow      | Region Perm             | 093,5   | 099,0   | 231,0  |
| 08.   | Alexander Sardyko     | Oblast Nischni Nowgorod | 097,5   | 092,0   | 225,5  |
| 09.   | Wladislaw Bojarinzew  | Sankt Petersburg        | 089,5   | 100,0   | 224,5  |
| 10.   | Ilmir Chasetdinow     | Oblast Moskau           | 098,0   | 091,5   | 223,5  |

Datum: 27. März 2015
Schanze: Normalschanze K-95
Russischer Meister 2014:  Michail Maximotschkin
Teilnehmer / Föderationssubjekte: 60 / 12
Disqualifikationen: 1
Mit einem Sprung auf 106 Meter lag Roman Trofimow nach dem ersten Durchgang in Führung, doch sprang er im Finaldurchgang siebzehn Meter kürzer und verlor fünf Plätze.  Auch Denis Kornilow zeigte nach dem zweitbesten Sprung im ersten nur die siebtbeste Leistung im zweiten Durchgang, jedoch reichte es zum Sieg vor Dmitri Wassiljew. Es war die erste Saison, in der nach Vereinswechseln Roman Trofimow für die Oblast Nischni Nowgorod sowie Ilmir Chasetdinow und Dmitri Wassiljew für die Oblast Moskau starteten.

#### Großschanze
| Platz | Name                  | Föderationssubjekt      | Weite 1 | Weite 2 | Punkte |
| ----- | --------------------- | ----------------------- | ------- | ------- | ------ |
| 01.   | Dmitri Wassiljew      | Oblast Moskau           | 129,5   | 136,0   | 243,9  |
| 02.   | Roman Trofimow        | Oblast Nischni Nowgorod | 126,5   | 131,0   | 242,5  |
| 03.   | Jewgeni Klimow        | Oblast Moskau           | 127,5   | 125,5   | 235,9  |
| 04.   | Anton Kalinitschenko  | Oblast Kemerowo         | 126,5   | 128,5   | 229,5  |
| 05.   | Andrei Patschin       | Oblast Nischni Nowgorod | 126,5   | 117,5   | 214,2  |
| 06.   | Michail Maximotschkin | Oblast Nischni Nowgorod | 115,5   | 130,5   | 212,3  |
| 07.   | Denis Kornilow        | Oblast Nischni Nowgorod | 121,0   | 119,0   | 207,0  |
| 08.   | Wladislaw Bojarinzew  | Sankt Petersburg        | 119,0   | 118,5   | 202,5  |
| 09.   | Alexander Schuwalow   | Oblast Nischni Nowgorod | 120,0   | 119,0   | 202,2  |
| 10.   | Ilmir Chasetdinow     | Oblast Moskau           | 119,0   | 118,0   | 198,6  |

Datum: 30. März 2015
Schanze: Großschanze K-125
Russischer Meister 2014:  Michail Maximotschkin
Teilnehmer / Föderationssubjekte: 50 / 11
Nachdem Michail Maximotschkin die Qualifikation am 29. März gewinnen konnte, reichte es bei der Medaillenentscheidung zum sechsten Platz. In einer knappen Entscheidung zwischen Dmitri Wassiljew und Roman Trofimow setzte sich schließlich Wassiljew durch. Der aus der Republik Baschkortostan stammende und für die Oblast Moskau startende Wassiljew holte seinen ersten Winter-Einzeltitel seit 2012. Nach dem ersten Durchgang war Jewgeni Klimow noch in Führung gelegen. Andrei Patschin verlor seine Podestplatzierung im Finaldurchgang.

#### Team
| Platz | Team                       | Namen                                                                      | Weite 1                 | Weite 2                 | Punkte |
| ----- | -------------------------- | -------------------------------------------------------------------------- | ----------------------- | ----------------------- | ------ |
| 01.   | Oblast Nischni Nowgorod I  | Denis Kornilow Andrei Patschin Roman Trofimow Michail Maximotschkin        | 117,5 109,5 118,0 126,0 | 123,5 114,5 117,0 105,5 | 770,7  |
| 02.   | Oblast Moskau              | Nikolai Matawin Artur Sultangulow Ilmir Chasetdinow Dmitri Wassiljew       | 100,0 110,0 127,5 123,0 | 097,0 115,0 127,0 125,0 | 756,1  |
| 03.   | Sankt Petersburg I         | Wladislaw Persijanzew Sergei Pyschow Alexei Romaschow Wladislaw Bojarinzew | 096,5 115,0 111,0 124,5 | 097,5 112,0 122,0 119,5 | 701,0  |
| 04.   | Oblast Nischni Nowgorod II | Alexei Buiwolow Alexander Schuwalow Alexander Sardyko Iwan Lanin           | 107,0 108,0 102,5 108,0 | 111,0 111,5 108,0 104,5 | 619,4  |
| 05.   | Region Perm                | Jegor Ussatschew Alexei Kamynin Artjom Utew Sergei Kulikow                 | 108,0 088,0 096,0 105,0 | 120,5 103,0 112,0 099,0 | 564,7  |

Datum: 31. März 2015
Schanze: Großschanze K-125
Russischer Meister 2014:  Oblast Nischni Nowgorod
Teilnehmende Teams / Föderationssubjekte: 9 / 6
Weitere Platzierungen:

06. Platz:  Moskau I

07. Platz:  Moskau II

08. Platz:  Republik Tatarstan

09. Platz:  Sankt Petersburg II
Das Team aus der Oblast Nischni Nowgorod verteidigte ihren Titel.

### Mixed
| Platz | Team                    | Namen                                                                   | Weite 1                 | Weite 2                 | Punkte |
| ----- | ----------------------- | ----------------------------------------------------------------------- | ----------------------- | ----------------------- | ------ |
| 01.   | Sankt Petersburg        | Marija Jakowlewa Alexei Romaschow Sofija Tichonowa Wladislaw Bojarinzew | 077,0 094,0 093,0 097,5 | 080,0 097,0 093,5 094,0 | 825,5  |
| 02.   | Oblast Nischni Nowgorod | Natalja Solowjowa Michail Maximotschkin Marija Sotowa Denis Kornilow    | 079,0 096,5 078,0 096,0 | 078,5 095,0 081,5 097,5 | 766,5  |
| 03.   | Region Perm I           | Glafira Noskowa Artjom Utew Anastassija Gladyschewa Jegor Ussatschew    | 080,5 086,0 087,0 091,5 | 078,0 086,0 088,5 092,5 | 740,5  |
| 04.   | Oblast Moskau           | Marija Ljapustina Ilmir Chasetdinow Alexandra Kustowa Dmitri Wassiljew  | 064,0 093,5 082,5 101,5 | 072,0 095,0 084,5 095,5 | 728,0  |
| 05.   | Moskau                  | Darja Stepanowa Wiktor Markin Irina Awwakumowa Nikita Syktschin         | 059,5 086,0 091,5 091,5 | 061,5 085,0 092,5 084,5 | 654,5  |

Datum: 28. März 2015
Schanze: Normalschanze K-95
Russischer Meister 2014:  Moskau
Teilnehmende Teams / Föderationssubjekte: 7 / 5
Weitere Platzierungen:

06. Platz:  Region Perm II

07. Platz:  Region Perm III
In der zweiten Austragung des Wettbewerbs sicherte sich erstmals das Team aus Sankt Petersburg den Titel.

## Medaillenspiegel
| Platz | Föderationssubjekt      |   |   |   |    |
| ----- | ----------------------- | - | - | - | -- |
| 1     | Oblast Nischni Nowgorod | 2 | 2 | 0 | 4  |
| 2     | Sankt Petersburg        | 2 | 0 | 1 | 3  |
| 3     | Oblast Moskau           | 1 | 2 | 1 | 4  |
| 4     | Moskau                  | 0 | 1 | 0 | 1  |
| 5     | Region Perm             | 0 | 0 | 2 | 2  |
| 6     | Oblast Sachalin         | 0 | 0 | 1 | 1  |
| Total | Total                   | 5 | 5 | 5 | 15 |